# Сікрест, Флорида
Сікрест і Сікрест Біч — пляжі і відпочинкова зона на так званому Півострові Флорида, розташовані уздовж спільноти County Road 30A (Департамент транспорту Флориди) на Північному Заході Флориди. Вони розташовані в східній частині мальовничого County Road 30А. Рекреаційні можливості на пляжі спільноти включають риболовлю, катання на байдарках, плавання, гольф та ін. Поруч Camp Creek Lake пропонує походи і спостереження за птахами в районі прибережних дюн